# Мартіна-2 тема
Те́ма Мартіна-2 — тема в шаховій композиції. Суть теми — вираження теми Мартіна-1 при умові, що в захистах від повторної загрози замість розв'язування використовуються інші тактичні заходи.

## Історія
Цю ідею запропонував французький шаховий композитор Габріель Мартін (29.10.1885 — 31.05.1970).
Гра проходить в механізмі повної чорної пів-зв'язки і збігається з грою по темі Мартіна-1, але коли чорні захищаються від повторної загрози, то вони не розв'язують свою фігуру, а використовують інші тактичні заходи — перекриття, включення, шах, прямий захист поля, розблокування поля біля короля, зв'язування білої фігури тощо. Складовою цієї ідеї є механізм чорної корекції.
Ідея дістала назву — тема Мартіна-2, оскільки є ще одна тема цього проблеміста, яка має назву  — тема Мартіна-1.
|   | a | b | c | d | e | f | g | h |   |
| 8 | c8 білий кінь · e8 чорна тура · g8 білий слон · f7 чорний ферзь · f6 білий кінь · a5 білий слон · b5 білий пішак · c5 чорний король · d5 чорний кінь · e5 чорний кінь · h5 біла тура · a4 білий пішак · d4 чорний пішак · e4 білий ферзь · b3 білий пішак · d3 чорний пішак · a1 білий король | c8 білий кінь · e8 чорна тура · g8 білий слон · f7 чорний ферзь · f6 білий кінь · a5 білий слон · b5 білий пішак · c5 чорний король · d5 чорний кінь · e5 чорний кінь · h5 біла тура · a4 білий пішак · d4 чорний пішак · e4 білий ферзь · b3 білий пішак · d3 чорний пішак · a1 білий король | c8 білий кінь · e8 чорна тура · g8 білий слон · f7 чорний ферзь · f6 білий кінь · a5 білий слон · b5 білий пішак · c5 чорний король · d5 чорний кінь · e5 чорний кінь · h5 біла тура · a4 білий пішак · d4 чорний пішак · e4 білий ферзь · b3 білий пішак · d3 чорний пішак · a1 білий король | c8 білий кінь · e8 чорна тура · g8 білий слон · f7 чорний ферзь · f6 білий кінь · a5 білий слон · b5 білий пішак · c5 чорний король · d5 чорний кінь · e5 чорний кінь · h5 біла тура · a4 білий пішак · d4 чорний пішак · e4 білий ферзь · b3 білий пішак · d3 чорний пішак · a1 білий король | c8 білий кінь · e8 чорна тура · g8 білий слон · f7 чорний ферзь · f6 білий кінь · a5 білий слон · b5 білий пішак · c5 чорний король · d5 чорний кінь · e5 чорний кінь · h5 біла тура · a4 білий пішак · d4 чорний пішак · e4 білий ферзь · b3 білий пішак · d3 чорний пішак · a1 білий король | c8 білий кінь · e8 чорна тура · g8 білий слон · f7 чорний ферзь · f6 білий кінь · a5 білий слон · b5 білий пішак · c5 чорний король · d5 чорний кінь · e5 чорний кінь · h5 біла тура · a4 білий пішак · d4 чорний пішак · e4 білий ферзь · b3 білий пішак · d3 чорний пішак · a1 білий король | c8 білий кінь · e8 чорна тура · g8 білий слон · f7 чорний ферзь · f6 білий кінь · a5 білий слон · b5 білий пішак · c5 чорний король · d5 чорний кінь · e5 чорний кінь · h5 біла тура · a4 білий пішак · d4 чорний пішак · e4 білий ферзь · b3 білий пішак · d3 чорний пішак · a1 білий король | c8 білий кінь · e8 чорна тура · g8 білий слон · f7 чорний ферзь · f6 білий кінь · a5 білий слон · b5 білий пішак · c5 чорний король · d5 чорний кінь · e5 чорний кінь · h5 біла тура · a4 білий пішак · d4 чорний пішак · e4 білий ферзь · b3 білий пішак · d3 чорний пішак · a1 білий король | 8 |
| 7 | c8 білий кінь · e8 чорна тура · g8 білий слон · f7 чорний ферзь · f6 білий кінь · a5 білий слон · b5 білий пішак · c5 чорний король · d5 чорний кінь · e5 чорний кінь · h5 біла тура · a4 білий пішак · d4 чорний пішак · e4 білий ферзь · b3 білий пішак · d3 чорний пішак · a1 білий король | c8 білий кінь · e8 чорна тура · g8 білий слон · f7 чорний ферзь · f6 білий кінь · a5 білий слон · b5 білий пішак · c5 чорний король · d5 чорний кінь · e5 чорний кінь · h5 біла тура · a4 білий пішак · d4 чорний пішак · e4 білий ферзь · b3 білий пішак · d3 чорний пішак · a1 білий король | c8 білий кінь · e8 чорна тура · g8 білий слон · f7 чорний ферзь · f6 білий кінь · a5 білий слон · b5 білий пішак · c5 чорний король · d5 чорний кінь · e5 чорний кінь · h5 біла тура · a4 білий пішак · d4 чорний пішак · e4 білий ферзь · b3 білий пішак · d3 чорний пішак · a1 білий король | c8 білий кінь · e8 чорна тура · g8 білий слон · f7 чорний ферзь · f6 білий кінь · a5 білий слон · b5 білий пішак · c5 чорний король · d5 чорний кінь · e5 чорний кінь · h5 біла тура · a4 білий пішак · d4 чорний пішак · e4 білий ферзь · b3 білий пішак · d3 чорний пішак · a1 білий король | c8 білий кінь · e8 чорна тура · g8 білий слон · f7 чорний ферзь · f6 білий кінь · a5 білий слон · b5 білий пішак · c5 чорний король · d5 чорний кінь · e5 чорний кінь · h5 біла тура · a4 білий пішак · d4 чорний пішак · e4 білий ферзь · b3 білий пішак · d3 чорний пішак · a1 білий король | c8 білий кінь · e8 чорна тура · g8 білий слон · f7 чорний ферзь · f6 білий кінь · a5 білий слон · b5 білий пішак · c5 чорний король · d5 чорний кінь · e5 чорний кінь · h5 біла тура · a4 білий пішак · d4 чорний пішак · e4 білий ферзь · b3 білий пішак · d3 чорний пішак · a1 білий король | c8 білий кінь · e8 чорна тура · g8 білий слон · f7 чорний ферзь · f6 білий кінь · a5 білий слон · b5 білий пішак · c5 чорний король · d5 чорний кінь · e5 чорний кінь · h5 біла тура · a4 білий пішак · d4 чорний пішак · e4 білий ферзь · b3 білий пішак · d3 чорний пішак · a1 білий король | c8 білий кінь · e8 чорна тура · g8 білий слон · f7 чорний ферзь · f6 білий кінь · a5 білий слон · b5 білий пішак · c5 чорний король · d5 чорний кінь · e5 чорний кінь · h5 біла тура · a4 білий пішак · d4 чорний пішак · e4 білий ферзь · b3 білий пішак · d3 чорний пішак · a1 білий король | 7 |
| 6 | c8 білий кінь · e8 чорна тура · g8 білий слон · f7 чорний ферзь · f6 білий кінь · a5 білий слон · b5 білий пішак · c5 чорний король · d5 чорний кінь · e5 чорний кінь · h5 біла тура · a4 білий пішак · d4 чорний пішак · e4 білий ферзь · b3 білий пішак · d3 чорний пішак · a1 білий король | c8 білий кінь · e8 чорна тура · g8 білий слон · f7 чорний ферзь · f6 білий кінь · a5 білий слон · b5 білий пішак · c5 чорний король · d5 чорний кінь · e5 чорний кінь · h5 біла тура · a4 білий пішак · d4 чорний пішак · e4 білий ферзь · b3 білий пішак · d3 чорний пішак · a1 білий король | c8 білий кінь · e8 чорна тура · g8 білий слон · f7 чорний ферзь · f6 білий кінь · a5 білий слон · b5 білий пішак · c5 чорний король · d5 чорний кінь · e5 чорний кінь · h5 біла тура · a4 білий пішак · d4 чорний пішак · e4 білий ферзь · b3 білий пішак · d3 чорний пішак · a1 білий король | c8 білий кінь · e8 чорна тура · g8 білий слон · f7 чорний ферзь · f6 білий кінь · a5 білий слон · b5 білий пішак · c5 чорний король · d5 чорний кінь · e5 чорний кінь · h5 біла тура · a4 білий пішак · d4 чорний пішак · e4 білий ферзь · b3 білий пішак · d3 чорний пішак · a1 білий король | c8 білий кінь · e8 чорна тура · g8 білий слон · f7 чорний ферзь · f6 білий кінь · a5 білий слон · b5 білий пішак · c5 чорний король · d5 чорний кінь · e5 чорний кінь · h5 біла тура · a4 білий пішак · d4 чорний пішак · e4 білий ферзь · b3 білий пішак · d3 чорний пішак · a1 білий король | c8 білий кінь · e8 чорна тура · g8 білий слон · f7 чорний ферзь · f6 білий кінь · a5 білий слон · b5 білий пішак · c5 чорний король · d5 чорний кінь · e5 чорний кінь · h5 біла тура · a4 білий пішак · d4 чорний пішак · e4 білий ферзь · b3 білий пішак · d3 чорний пішак · a1 білий король | c8 білий кінь · e8 чорна тура · g8 білий слон · f7 чорний ферзь · f6 білий кінь · a5 білий слон · b5 білий пішак · c5 чорний король · d5 чорний кінь · e5 чорний кінь · h5 біла тура · a4 білий пішак · d4 чорний пішак · e4 білий ферзь · b3 білий пішак · d3 чорний пішак · a1 білий король | c8 білий кінь · e8 чорна тура · g8 білий слон · f7 чорний ферзь · f6 білий кінь · a5 білий слон · b5 білий пішак · c5 чорний король · d5 чорний кінь · e5 чорний кінь · h5 біла тура · a4 білий пішак · d4 чорний пішак · e4 білий ферзь · b3 білий пішак · d3 чорний пішак · a1 білий король | 6 |
| 5 | c8 білий кінь · e8 чорна тура · g8 білий слон · f7 чорний ферзь · f6 білий кінь · a5 білий слон · b5 білий пішак · c5 чорний король · d5 чорний кінь · e5 чорний кінь · h5 біла тура · a4 білий пішак · d4 чорний пішак · e4 білий ферзь · b3 білий пішак · d3 чорний пішак · a1 білий король | c8 білий кінь · e8 чорна тура · g8 білий слон · f7 чорний ферзь · f6 білий кінь · a5 білий слон · b5 білий пішак · c5 чорний король · d5 чорний кінь · e5 чорний кінь · h5 біла тура · a4 білий пішак · d4 чорний пішак · e4 білий ферзь · b3 білий пішак · d3 чорний пішак · a1 білий король | c8 білий кінь · e8 чорна тура · g8 білий слон · f7 чорний ферзь · f6 білий кінь · a5 білий слон · b5 білий пішак · c5 чорний король · d5 чорний кінь · e5 чорний кінь · h5 біла тура · a4 білий пішак · d4 чорний пішак · e4 білий ферзь · b3 білий пішак · d3 чорний пішак · a1 білий король | c8 білий кінь · e8 чорна тура · g8 білий слон · f7 чорний ферзь · f6 білий кінь · a5 білий слон · b5 білий пішак · c5 чорний король · d5 чорний кінь · e5 чорний кінь · h5 біла тура · a4 білий пішак · d4 чорний пішак · e4 білий ферзь · b3 білий пішак · d3 чорний пішак · a1 білий король | c8 білий кінь · e8 чорна тура · g8 білий слон · f7 чорний ферзь · f6 білий кінь · a5 білий слон · b5 білий пішак · c5 чорний король · d5 чорний кінь · e5 чорний кінь · h5 біла тура · a4 білий пішак · d4 чорний пішак · e4 білий ферзь · b3 білий пішак · d3 чорний пішак · a1 білий король | c8 білий кінь · e8 чорна тура · g8 білий слон · f7 чорний ферзь · f6 білий кінь · a5 білий слон · b5 білий пішак · c5 чорний король · d5 чорний кінь · e5 чорний кінь · h5 біла тура · a4 білий пішак · d4 чорний пішак · e4 білий ферзь · b3 білий пішак · d3 чорний пішак · a1 білий король | c8 білий кінь · e8 чорна тура · g8 білий слон · f7 чорний ферзь · f6 білий кінь · a5 білий слон · b5 білий пішак · c5 чорний король · d5 чорний кінь · e5 чорний кінь · h5 біла тура · a4 білий пішак · d4 чорний пішак · e4 білий ферзь · b3 білий пішак · d3 чорний пішак · a1 білий король | c8 білий кінь · e8 чорна тура · g8 білий слон · f7 чорний ферзь · f6 білий кінь · a5 білий слон · b5 білий пішак · c5 чорний король · d5 чорний кінь · e5 чорний кінь · h5 біла тура · a4 білий пішак · d4 чорний пішак · e4 білий ферзь · b3 білий пішак · d3 чорний пішак · a1 білий король | 5 |
| 4 | c8 білий кінь · e8 чорна тура · g8 білий слон · f7 чорний ферзь · f6 білий кінь · a5 білий слон · b5 білий пішак · c5 чорний король · d5 чорний кінь · e5 чорний кінь · h5 біла тура · a4 білий пішак · d4 чорний пішак · e4 білий ферзь · b3 білий пішак · d3 чорний пішак · a1 білий король | c8 білий кінь · e8 чорна тура · g8 білий слон · f7 чорний ферзь · f6 білий кінь · a5 білий слон · b5 білий пішак · c5 чорний король · d5 чорний кінь · e5 чорний кінь · h5 біла тура · a4 білий пішак · d4 чорний пішак · e4 білий ферзь · b3 білий пішак · d3 чорний пішак · a1 білий король | c8 білий кінь · e8 чорна тура · g8 білий слон · f7 чорний ферзь · f6 білий кінь · a5 білий слон · b5 білий пішак · c5 чорний король · d5 чорний кінь · e5 чорний кінь · h5 біла тура · a4 білий пішак · d4 чорний пішак · e4 білий ферзь · b3 білий пішак · d3 чорний пішак · a1 білий король | c8 білий кінь · e8 чорна тура · g8 білий слон · f7 чорний ферзь · f6 білий кінь · a5 білий слон · b5 білий пішак · c5 чорний король · d5 чорний кінь · e5 чорний кінь · h5 біла тура · a4 білий пішак · d4 чорний пішак · e4 білий ферзь · b3 білий пішак · d3 чорний пішак · a1 білий король | c8 білий кінь · e8 чорна тура · g8 білий слон · f7 чорний ферзь · f6 білий кінь · a5 білий слон · b5 білий пішак · c5 чорний король · d5 чорний кінь · e5 чорний кінь · h5 біла тура · a4 білий пішак · d4 чорний пішак · e4 білий ферзь · b3 білий пішак · d3 чорний пішак · a1 білий король | c8 білий кінь · e8 чорна тура · g8 білий слон · f7 чорний ферзь · f6 білий кінь · a5 білий слон · b5 білий пішак · c5 чорний король · d5 чорний кінь · e5 чорний кінь · h5 біла тура · a4 білий пішак · d4 чорний пішак · e4 білий ферзь · b3 білий пішак · d3 чорний пішак · a1 білий король | c8 білий кінь · e8 чорна тура · g8 білий слон · f7 чорний ферзь · f6 білий кінь · a5 білий слон · b5 білий пішак · c5 чорний король · d5 чорний кінь · e5 чорний кінь · h5 біла тура · a4 білий пішак · d4 чорний пішак · e4 білий ферзь · b3 білий пішак · d3 чорний пішак · a1 білий король | c8 білий кінь · e8 чорна тура · g8 білий слон · f7 чорний ферзь · f6 білий кінь · a5 білий слон · b5 білий пішак · c5 чорний король · d5 чорний кінь · e5 чорний кінь · h5 біла тура · a4 білий пішак · d4 чорний пішак · e4 білий ферзь · b3 білий пішак · d3 чорний пішак · a1 білий король | 4 |
| 3 | c8 білий кінь · e8 чорна тура · g8 білий слон · f7 чорний ферзь · f6 білий кінь · a5 білий слон · b5 білий пішак · c5 чорний король · d5 чорний кінь · e5 чорний кінь · h5 біла тура · a4 білий пішак · d4 чорний пішак · e4 білий ферзь · b3 білий пішак · d3 чорний пішак · a1 білий король | c8 білий кінь · e8 чорна тура · g8 білий слон · f7 чорний ферзь · f6 білий кінь · a5 білий слон · b5 білий пішак · c5 чорний король · d5 чорний кінь · e5 чорний кінь · h5 біла тура · a4 білий пішак · d4 чорний пішак · e4 білий ферзь · b3 білий пішак · d3 чорний пішак · a1 білий король | c8 білий кінь · e8 чорна тура · g8 білий слон · f7 чорний ферзь · f6 білий кінь · a5 білий слон · b5 білий пішак · c5 чорний король · d5 чорний кінь · e5 чорний кінь · h5 біла тура · a4 білий пішак · d4 чорний пішак · e4 білий ферзь · b3 білий пішак · d3 чорний пішак · a1 білий король | c8 білий кінь · e8 чорна тура · g8 білий слон · f7 чорний ферзь · f6 білий кінь · a5 білий слон · b5 білий пішак · c5 чорний король · d5 чорний кінь · e5 чорний кінь · h5 біла тура · a4 білий пішак · d4 чорний пішак · e4 білий ферзь · b3 білий пішак · d3 чорний пішак · a1 білий король | c8 білий кінь · e8 чорна тура · g8 білий слон · f7 чорний ферзь · f6 білий кінь · a5 білий слон · b5 білий пішак · c5 чорний король · d5 чорний кінь · e5 чорний кінь · h5 біла тура · a4 білий пішак · d4 чорний пішак · e4 білий ферзь · b3 білий пішак · d3 чорний пішак · a1 білий король | c8 білий кінь · e8 чорна тура · g8 білий слон · f7 чорний ферзь · f6 білий кінь · a5 білий слон · b5 білий пішак · c5 чорний король · d5 чорний кінь · e5 чорний кінь · h5 біла тура · a4 білий пішак · d4 чорний пішак · e4 білий ферзь · b3 білий пішак · d3 чорний пішак · a1 білий король | c8 білий кінь · e8 чорна тура · g8 білий слон · f7 чорний ферзь · f6 білий кінь · a5 білий слон · b5 білий пішак · c5 чорний король · d5 чорний кінь · e5 чорний кінь · h5 біла тура · a4 білий пішак · d4 чорний пішак · e4 білий ферзь · b3 білий пішак · d3 чорний пішак · a1 білий король | c8 білий кінь · e8 чорна тура · g8 білий слон · f7 чорний ферзь · f6 білий кінь · a5 білий слон · b5 білий пішак · c5 чорний король · d5 чорний кінь · e5 чорний кінь · h5 біла тура · a4 білий пішак · d4 чорний пішак · e4 білий ферзь · b3 білий пішак · d3 чорний пішак · a1 білий король | 3 |
| 2 | c8 білий кінь · e8 чорна тура · g8 білий слон · f7 чорний ферзь · f6 білий кінь · a5 білий слон · b5 білий пішак · c5 чорний король · d5 чорний кінь · e5 чорний кінь · h5 біла тура · a4 білий пішак · d4 чорний пішак · e4 білий ферзь · b3 білий пішак · d3 чорний пішак · a1 білий король | c8 білий кінь · e8 чорна тура · g8 білий слон · f7 чорний ферзь · f6 білий кінь · a5 білий слон · b5 білий пішак · c5 чорний король · d5 чорний кінь · e5 чорний кінь · h5 біла тура · a4 білий пішак · d4 чорний пішак · e4 білий ферзь · b3 білий пішак · d3 чорний пішак · a1 білий король | c8 білий кінь · e8 чорна тура · g8 білий слон · f7 чорний ферзь · f6 білий кінь · a5 білий слон · b5 білий пішак · c5 чорний король · d5 чорний кінь · e5 чорний кінь · h5 біла тура · a4 білий пішак · d4 чорний пішак · e4 білий ферзь · b3 білий пішак · d3 чорний пішак · a1 білий король | c8 білий кінь · e8 чорна тура · g8 білий слон · f7 чорний ферзь · f6 білий кінь · a5 білий слон · b5 білий пішак · c5 чорний король · d5 чорний кінь · e5 чорний кінь · h5 біла тура · a4 білий пішак · d4 чорний пішак · e4 білий ферзь · b3 білий пішак · d3 чорний пішак · a1 білий король | c8 білий кінь · e8 чорна тура · g8 білий слон · f7 чорний ферзь · f6 білий кінь · a5 білий слон · b5 білий пішак · c5 чорний король · d5 чорний кінь · e5 чорний кінь · h5 біла тура · a4 білий пішак · d4 чорний пішак · e4 білий ферзь · b3 білий пішак · d3 чорний пішак · a1 білий король | c8 білий кінь · e8 чорна тура · g8 білий слон · f7 чорний ферзь · f6 білий кінь · a5 білий слон · b5 білий пішак · c5 чорний король · d5 чорний кінь · e5 чорний кінь · h5 біла тура · a4 білий пішак · d4 чорний пішак · e4 білий ферзь · b3 білий пішак · d3 чорний пішак · a1 білий король | c8 білий кінь · e8 чорна тура · g8 білий слон · f7 чорний ферзь · f6 білий кінь · a5 білий слон · b5 білий пішак · c5 чорний король · d5 чорний кінь · e5 чорний кінь · h5 біла тура · a4 білий пішак · d4 чорний пішак · e4 білий ферзь · b3 білий пішак · d3 чорний пішак · a1 білий король | c8 білий кінь · e8 чорна тура · g8 білий слон · f7 чорний ферзь · f6 білий кінь · a5 білий слон · b5 білий пішак · c5 чорний король · d5 чорний кінь · e5 чорний кінь · h5 біла тура · a4 білий пішак · d4 чорний пішак · e4 білий ферзь · b3 білий пішак · d3 чорний пішак · a1 білий король | 2 |
| 1 | c8 білий кінь · e8 чорна тура · g8 білий слон · f7 чорний ферзь · f6 білий кінь · a5 білий слон · b5 білий пішак · c5 чорний король · d5 чорний кінь · e5 чорний кінь · h5 біла тура · a4 білий пішак · d4 чорний пішак · e4 білий ферзь · b3 білий пішак · d3 чорний пішак · a1 білий король | c8 білий кінь · e8 чорна тура · g8 білий слон · f7 чорний ферзь · f6 білий кінь · a5 білий слон · b5 білий пішак · c5 чорний король · d5 чорний кінь · e5 чорний кінь · h5 біла тура · a4 білий пішак · d4 чорний пішак · e4 білий ферзь · b3 білий пішак · d3 чорний пішак · a1 білий король | c8 білий кінь · e8 чорна тура · g8 білий слон · f7 чорний ферзь · f6 білий кінь · a5 білий слон · b5 білий пішак · c5 чорний король · d5 чорний кінь · e5 чорний кінь · h5 біла тура · a4 білий пішак · d4 чорний пішак · e4 білий ферзь · b3 білий пішак · d3 чорний пішак · a1 білий король | c8 білий кінь · e8 чорна тура · g8 білий слон · f7 чорний ферзь · f6 білий кінь · a5 білий слон · b5 білий пішак · c5 чорний король · d5 чорний кінь · e5 чорний кінь · h5 біла тура · a4 білий пішак · d4 чорний пішак · e4 білий ферзь · b3 білий пішак · d3 чорний пішак · a1 білий король | c8 білий кінь · e8 чорна тура · g8 білий слон · f7 чорний ферзь · f6 білий кінь · a5 білий слон · b5 білий пішак · c5 чорний король · d5 чорний кінь · e5 чорний кінь · h5 біла тура · a4 білий пішак · d4 чорний пішак · e4 білий ферзь · b3 білий пішак · d3 чорний пішак · a1 білий король | c8 білий кінь · e8 чорна тура · g8 білий слон · f7 чорний ферзь · f6 білий кінь · a5 білий слон · b5 білий пішак · c5 чорний король · d5 чорний кінь · e5 чорний кінь · h5 біла тура · a4 білий пішак · d4 чорний пішак · e4 білий ферзь · b3 білий пішак · d3 чорний пішак · a1 білий король | c8 білий кінь · e8 чорна тура · g8 білий слон · f7 чорний ферзь · f6 білий кінь · a5 білий слон · b5 білий пішак · c5 чорний король · d5 чорний кінь · e5 чорний кінь · h5 біла тура · a4 білий пішак · d4 чорний пішак · e4 білий ферзь · b3 білий пішак · d3 чорний пішак · a1 білий король | c8 білий кінь · e8 чорна тура · g8 білий слон · f7 чорний ферзь · f6 білий кінь · a5 білий слон · b5 білий пішак · c5 чорний король · d5 чорний кінь · e5 чорний кінь · h5 біла тура · a4 білий пішак · d4 чорний пішак · e4 білий ферзь · b3 білий пішак · d3 чорний пішак · a1 білий король | 1 |
|   | a | b | c | d | e | f | g | h |   |

FEN: 2N1r1B1/5q2/5N2/BPknn2R/P2pQ3/1P1p4/8/K7
1. Qh1! ~ 2. Se4# (A)
1. … Se~ 2. Qc1# (B)
1. … Sc4 2. b4#   (A, B?), перекриття чорними лінії «с»
1. … Sd~ 2. Qc6# (C)
1. … Se7 2. Sd7# (A, C?), прямий захист чорними поля «с6»
1. … Sb4 2. Bb6# (A, C?), прямий захист чорними поля «с6»